# Арава (контрольно-пропускной пункт)

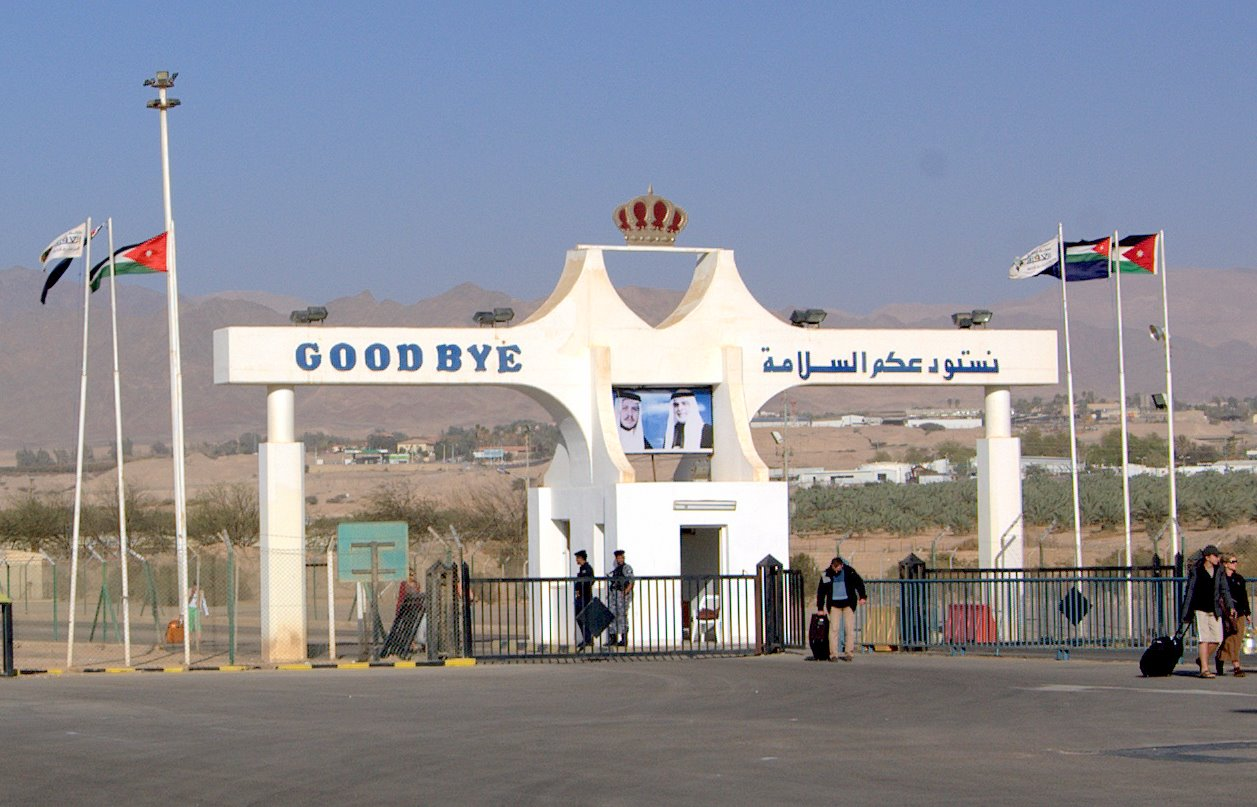
Контрольно-пропускной пункт «Арава»: вид из Иордании

Арава (ивр. מעבר-גבול ערבה‎, араб. معبر وادي عربة‎) (или Терминал Ицхака Рабина) — пограничный контрольно-пропускной пункт на границе Израиля и Иордании, примерно в 3 км к северу от городов Эйлат и Акаба.

## История
Открыт 8 августа 1994 года, в настоящее время является одним из трех пунктов въезда / выезда между двумя странами, обслуживающих туристов. В феврале 2006 года, Израиль переименовал свою сторону перехода в терминал Ицхака Рабина (ивр. מסוף יצחק רבין‎), в честь покойного премьер-министра.

## Шоссе 109
К контрольно-пропускному пункту ведёт шоссе 109, длиной 1,5 км, которое начинается от развязки Эйлот на шоссе 90 и ведёт на восток до пересечения границы.

## Терминал

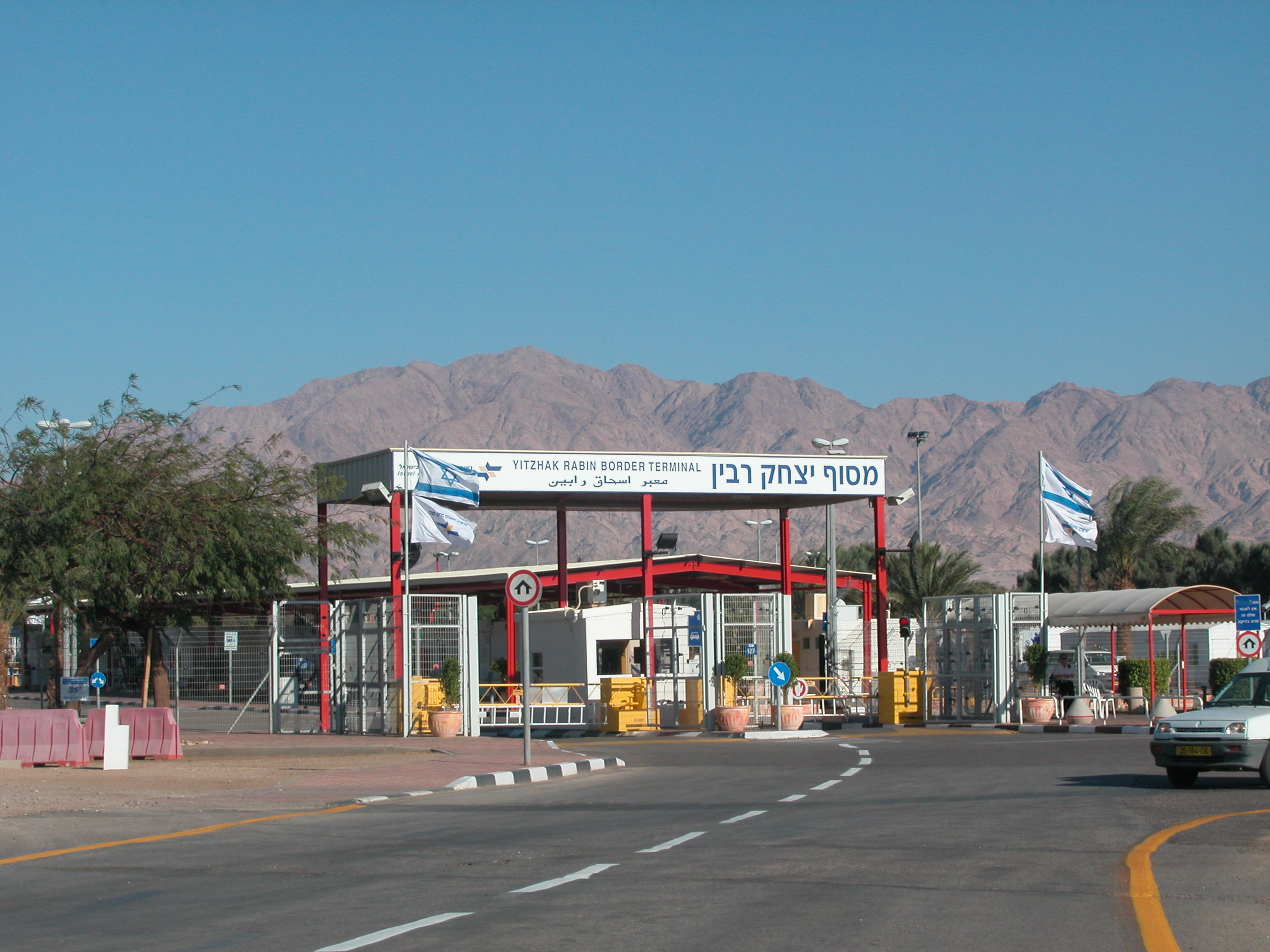
КПП Арава: вид из Израиля

Терминал открыт с 6:30 до 20:00, с воскресенья по четверг, и с 8:00 до 20:00 по пятницам и субботам, каждый день в году, за исключением праздников Мусульманский Новый год и Йом Кипур.
Общественного транспорта, проходящего сквозь терминал, нет. Только частные израильские автомобили могут проехать через терминал и совершить поездку в Иорданию после изменения номерных знаков, регистрации и уплаты налогов.
Посетители из большинства стран должны получить специальные визы на работу / проживание в специальной экономической зоне Акаба. Виза проставляется в паспорт. Каждый, кто хочет продлить свою визу, должен зарегистрироваться в иорданской полиции.